# Rio Sobradinho
Pour les articles homonymes, voir Sobradinho.
Le rio Sobradinho est un cours d'eau brésilien qui baigne le District fédéral et se jette dans le rio São Bartolomeu, sur sa rive droite, faisant partie, de ce fait, du bassin hydrographique du rio Paraná, par l'intermédiaire du rio Paranaíba.